# Гозберт (герцог Франконии)
Гозберт (Гоцберт; лат. Gosbertus, нем. Gosbert; убит в 689) — правитель Вюрцбургского герцогства (населённых тюрингами областей Франконии) в 687—689 годах.

## Биография
Основными нарративными источниками о Гозберте являются написанное около 840 года «Мученичество Килиана» (лат. Passio Kiliani) и другие средневековые агиографические сочинения об этом святом. Хотя данные «Мученичества Килиана» о родственных связях Гозберта являются, скорее всего, абсолютно достоверными, другие свидетельства (в первую очередь о поездке святого Килиана в Рим) вызывают сомнения.
Гозберт принадлежал к знатному тюрингскому роду Хеденинов. Он был одним из трёх сыновей герцога Хедена I. Из них пережил отца только Гозберт. Один из сыновей Хедена I был женат на Гайлане. После же его смерти та по обычаям тюрингов стала супругой Гозберта. В этом браке родился Хеден II, единственный известный ребёнок Гозберта.
Гозберт унаследовал власть над франконскими тюрингами после гибели своего отца в сражении с аварами в 687 году. Он правил Вюрцбургским герцогством, то есть той частью земель тюрингов, которая граничила с франкской Австразией. Собственно же Тюрингией правили потомки Теотбальда. Столицей Гозберта была крепость Вюрцбург.
В «Мученичестве Килиана» сообщается, что как и все его подданные Гозберт был язычником, почитавшим богиню Диану. Когда же он узнал о приходе Килиана и произносимых тем проповедях, он призвал его к себе и сделал своим советником. Вскоре под влиянием этого святого герцог сам принял христианство и заставил креститься многих своих соплеменников. Среди новообращённых был и сын Гозберта Хеден, но Гайлана так и осталась ярой приверженницей язычества. Однако имеется также мнение, что Гозберт, будучи подвластным королям Австразии из династии Меровингов правителем, ещё до прибытия Килиана был христианином.
Так как брак Гозберта противоречил церковным канонам, Килиан потребовал от герцога покинуть супругу. По одним данным, тот согласился это сделать, по другим, отказался даже несмотря на своё крещение. Всё возраставшие притязания Килиана на контроль за жизнью придворных вызвали среди тех ненависть к святому. Когда в 689 году Гозберт ушёл в военный поход, несколько знатных лиц во главе с Гайланой наняли убийцу. Тот ночью напал на Килиана, убил двух его спутников (Колмана и Тотнана), а самого епископа обезглавил. Тело святого было второпях похоронено вместе с его епископскими принадлежностями: посохом, Евангелием, наперсным крестом и другими предметами. Когда Гозберт возвратился из похода и спросил о Килиане, Гайлана ответила, что не знает, где тот. Однако уже вскоре всех виновных в гибели святого постигла Божья кара: и убийца Килиана, и Гайлана сошли с ума, при этом первый из них во время очередного припадка растерзал сам себя. Так описываются события в «Мученичестве Килиана». В противоположность этому в мартирологе Рабана Мавра заказчиком убийства святого и его спутников назван сам герцог Гозберт.
Гозберт сохранил приверженность к христианству до самой смерти. Однако вскоре (возможно уже в том же году) он был убит своими собственными воинами из числа язычников-саксов. После гибели Гозберта правителем Вюрцбургского герцогства должен был стать его сын Хеден II. Однако тот был изгнан из Франконии язычниками и смог получить владения отца только через несколько лет.
Посмертные воспоминания о Гозберте среди жителей Тюрингии были тесно связаны с культом святого Килиана. В одной из церквей Мюннерштадта сохранилось изготовленная около 1505 года Фейтом Штосом четырёхчастная картина на дереве, на которой изображены святой и герцог. К XVII—XVIII векам относятся упоминания о мистериях, посвящённых гибели Килиана. В начале XIX века поэт Фридрих Ла Мотт Фуке посвятил Гозберту трагедию, а в 1926 году его биографию написал Петер Шнайдер.
В честь герцога Гозберта названа улица в Вюрцбурге.